# Gaomiao (socken i Kina, Sichuan)
Gaomiao (kinesiska: 高庙乡, 高庙) är en socken i Kina. Den ligger i provinsen Sichuan, i den sydvästra delen av landet, omkring 210 kilometer öster om provinshuvudstaden Chengdu. Antalet invånare är 9 953. Befolkningen består av 4 755 kvinnor och 5 198 män. Barn under 15 år utgör 14,0 %, vuxna 15-64 år 73 %, och äldre över 65 år 11,0 %.
Genomsnittlig årsnederbörd är 1 418 millimeter. Den regnigaste månaden är juli, med i genomsnitt 272 mm nederbörd, och den torraste är december, med 6 mm nederbörd.